# Richard Britton
Richard Britton (ur. 13 października 1976) – grenadyjski lekkoatleta, sprinter. 
Podczas igrzysk olimpijskich w Atlancie (1996) biegł w grenadyjskiej sztafecie 4 x 400 metrów, która została zdyskwalifikowana w eliminacjach (Grenadyczyjscy uzyskali czas 3:13,67, a Brittonowi zmierzono na jego – pierwszej – zmianie nieoficjalny rezultat 48,46 przy reakcji startowej 0,443).

## Rekordy życiowe
- Bieg na 400 metrów – 48,1 (1995)